# Валері Тетро
Валері Тетро (англ. Valérie Tétreault; нар. 21 січня 1988) — колишня канадська тенісистка.
Найвищу одиночну позицію світового рейтингу — 112 місце досягла 22 лютого, 2010, парну — 307 місце — 5 квітня, 2010 року.
Здобула 3 одиночні титули туру ITF.
Завершила кар'єру 2010 року.

## Фінали ITF

### Одиночний розряд: 8 (3–5)
| Легенда                |
| ---------------------- |
| турніри $100,000 (0–0) |
| турніри $75,000 (0–0)  |
| турніри $50,000 (2–1)  |
| турніри $25,000 (1–3)  |
| турніри $10,000 (0–1)  |

| Результат | W–L | Дата     | Турнір                         | Рівень | Покриття   | Суперниця            | Рахунок             |
| --------- | --- | -------- | ------------------------------ | ------ | ---------- | -------------------- | ------------------- |
| Поразка   | 0–1 | Лют 2006 | Challenger de Saguenay, Канада | 25,000 | Тверде (i) | Анджелік Кербер      | 7–5, 5–7, 6–7(6)    |
| Поразка   | 0–2 | Кві 2006 | ITF Бат, Велика Британія       | 10,000 | Тверде (i) | Уршуля Радванська    | 6–7(6), 2–6         |
| Поразка   | 0–3 | Лип 2006 | ITF Гамільтон, Канада          | 25,000 | Ґрунт      | Александра Возняк    | 1–6, 7–6(5), 2–6    |
| Поразка   | 0–4 | Сер 2006 | Vancouver Open, Канада         | 25,000 | Тверде     | Енслі Карґілл        | 5–7, 4–6            |
| Перемога  | 1–4 | Тра 2009 | ITF Карсон, США                | 50,000 | Тверде     | Александра Стівенсон | 4–6, 6–2, 6–4       |
| Перемога  | 2–4 | Чер 2009 | ITF Ель-Пасо, США              | 25,000 | Тверде     | Машона Вашінгтон     | 6–4, 6–3            |
| Перемога  | 3–4 | Лип 2009 | ITF Грейпвайн, США             | 50,000 | Тверде     | Стефані Дюбуа        | 2–6, 7–6(6), 7–6(1) |
| Поразка   | 3–5 | Жов 2009 | ITF Канзас, США                | 50,000 | Тверде     | Регіна Куликова      | 4–6, 1–6            |

### Парний розряд: 3 (3 поразки)
| Легенда                |
| ---------------------- |
| турніри $100,000 (0–0) |
| турніри $75,000 (0–0)  |
| турніри $50,000 (0–1)  |
| турніри $25,000 (0–1)  |
| турніри $10,000 (0–1)  |

| Результат | W–L | Дата     | Турнір                 | Рівень | Покриття | Партнерка              | Суперниці                       | Рахунок       |
| --------- | --- | -------- | ---------------------- | ------ | -------- | ---------------------- | ------------------------------- | ------------- |
| Поразка   | 0–1 | Тра 2006 | ITF Монтеррей, Мексика | 10,000 | Тверде   | Лорена Вільялобос Крус | Бетіна Хосамі Агустіна Лепоре   | 6–4, 1–6, 2–6 |
| Поразка   | 0–2 | Лип 2007 | ITF Саутлейк, США      | 25,000 | Тверде   | Стефані Дюбуа          | Суріна Де Беер Кім Грант        | 6–4, 4–6, 4–6 |
| Поразка   | 0–3 | Лип 2009 | ITF Грейпвайн, США     | 50,000 | Тверде   | Кімберлі Кутс          | Ліндсей Лі-Вотерс Різа Заламеда | 6–7(5), 3–6   |

## Виступи в одиночних турнірах Великого шолома
| W | Ф | ПФ | ЧФ | #Р | КТ | К# | DNQ | A | NH |

| Турнір                                 | 2009 | 2010 | W–L |
| -------------------------------------- | ---- | ---- | --- |
| Відкритий чемпіонат Австралії з тенісу |      | 1р   | 0–1 |
| Відкритий чемпіонат Франції з тенісу   |      | К1р  | 0–0 |
| Вімблдонський турнір                   |      |      | 0–0 |
| Відкритий чемпіонат США з тенісу       | 1р   | К3р  | 0–1 |
| В-П                                    | 0–1  | 0–1  | 0–2 |